# 酒井忠尚
酒井 忠尚（さかい ただなお/ただひさ/ただよし）は、戦国時代の武将。松平氏（徳川氏）の家臣で、三河上野城主である。通称は酒井 将監。

## 家系
徳川家康の家老を務めた酒井忠次の一族（酒井左衛門尉家）とするのは諸書で一致するが、その系譜には諸説ある。江戸時代前期に江戸幕府が編纂した『寛永諸家系図伝』によれば、忠尚は左衛門尉入道浄賢の子とされており、江戸後期編纂の『寛政重修諸家譜』でもこの記述が踏襲されている。新井白石の編纂した『藩翰譜』も忠尚は浄賢の子としている
忠尚と酒井忠次との関係は、『寛政重修諸家譜』は忠次が叔父（浄賢の弟）、忠尚が甥であるとしている。一方で『藩翰譜』は忠尚が兄、忠次が弟（いずれも浄賢の子）であるという系譜を紹介しつつ、忠尚が叔父、忠次が甥に当たるとする説も載せており、忠次は浄賢の孫にあたると考証されている。また幕末に編纂された『系図纂要』や『三河志』では、忠尚が叔父、忠次が甥（浄賢の孫）であるとしている。

## 生涯
松平広忠の時代から岡崎城主松平氏に仕えた重臣「一のおとな」だったという。しかし天文9年（1540年）に尾張国の織田信秀が三河に侵攻して矢作川以西を制圧すると織田氏方についたため、広忠より上野城を攻められている。天文12年（1543年）松平信孝が織田氏に通じるとこれに呼応し、天文15年（1546年）に上野城を攻められて再び帰順した。広忠没後の天文18年（1549年）に三度背いたが、松平氏を傘下とした今川氏の重臣・太原雪斎に鎮圧されている。以後は広忠の跡目である松平元康（徳川家康）に仕え、その重臣として松平氏の文書に署名しているが、今川義元からは元康（岡崎）と個別の扱い（上野）にされる程の勢力を持ち、自立性も有していた。弘治2年（1556年）吉良氏の攻撃を受けたが、深溝松平氏の助勢を得る。永禄4年（1561年）再び吉良氏に攻められている。
永禄6年（1563年）元康に対して挙兵し、6月には上野城に籠城して出陣した元康に対している。当初は氏真に援軍を出してもらうつもりであった。三河一向一揆に与したともいわれているが、忠尚の挙兵の方が一向一揆の蜂起よりも早く、また一揆側と連絡を取ったり連携を画策した形跡は認められない。翌春に元康と一向一揆が和議を結んだ後も忠尚は上野城で抵抗を続けており、『松平記』によればその没落は同年9月6日のこととされる。上野城から逃亡した忠尚は駿河に逃れたとも猿投山に隠れたといい、大樹寺の過去帳によれば永禄8年（1565年）に没したという。
『寛政重修諸家譜』は、忠尚の子・尚昌は父の没落後に甲斐国で穴山氏に仕え、その子の吉次の代に徳川氏に再仕したとする。また忠尚の子孫を称した紀州藩士・酒井与三郎正定から寛政年間に藩に出された由緒書によれば、忠尚の没後に嫡子の与三郎重元は後北条氏に仕えたが、後に病のために浪人となり、後を継いだ嫡子の重興が万治年間になって紀州藩に召し抱えられたという。